# 克罗隆
克罗隆（法語：Crollon，法語發音：[kʁɔlɔ̃]）是法国芒什省的一个市镇，属于阿夫朗什区。

## 地理
克罗隆（48°35'6"N, 1°23'3"W）面积4.68 平方千米，位于法国诺曼底大区芒什省，该省份为法国西北部沿海省份，西、北、东北三面环大西洋，东起顺时针与卡爾瓦多斯省、奧恩省、马耶讷省和伊勒-维莱讷省接壤。
与克罗隆接壤的市镇（或旧市镇、城区）包括：瑞耶、普雷塞、塞尔翁、圣雅姆。

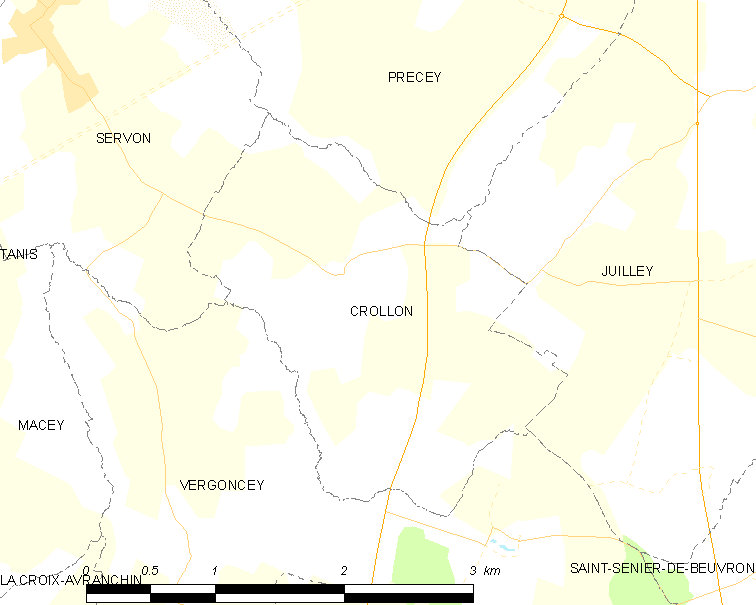
克罗隆的OSM定位图

克罗隆的时区为UTC+01:00、UTC+02:00（夏令时）。

## 行政
克罗隆的邮政编码为50220，INSEE市镇编码为50155。

## 政治
克罗隆所属的省级选区为蓬托尔松县。

## 人口

1962-2008年间克罗隆人口变化图示

克罗隆于2022年1月1日时的人口数量为298人。